# 벨라루스 축구 연맹
벨라루스 축구 연맹(벨라루스어: Беларуская федэрацыя футбола, 러시아어: Белорусская федерация футбола, 영어: Football Federation of Belarus, BFF)은 벨라루스의 축구 및 풋살을 관장하는 단체로 벨라루스 프리미어리그, 벨라루스 축구 국가대표팀, 벨라루스 여자 축구 국가대표팀을 조직하고 있으며 민스크에 본부를 두고 있다.

## 역사
벨라루스 축구 연맹은 1989년에 설립되었다. 1992년에는 FIFA에 가입하여 월드컵에 참가할 자격을 따냈고, 1993년에는 UEFA에 가입하여 국가대표팀은 유럽 선수권 대회에, 벨라루스 클럽들은 유럽컵에 참가할 수 있게 되었다.
2021년 6월 UEFA는 벨라루스 축구 연맹이 주관하는 행사 및 대회를 개최하는 것을 중단했다. UEFA 국가대표팀 및 클럽은 UEFA 토너먼트에 참가하지 않으며, 기존에 예정되어 있던 2021년 UEFA 미니 풋볼 챔피언스 리그와 2021년 UEFA 콩그레스는 다른 국가로 이동한다. 앞서 벨라루스에서 개최될 예정이던 2021년 UEFA U-19 축구 선수권 대회는 코로나19 범유행으로 취소되었다.
2022년 러시아의 우크라이나 침공 이후 FIFA와 UEFA는 벨라루스 국가대표팀과 클럽팀의 국제대회 출전을 잠정 중단했다가 번복했고, UEFA는 벨라루스의 국제대회 개최를 금지했다.